# Muswell Hillbillies
Muswell Hillbillies ist das neunte Studioalbum der britischen Rockgruppe The Kinks. Es wurde aufgenommen in der Zeit von August bis Oktober 1971 und am 24. November 1971 in England veröffentlicht. Alle darauf enthaltenen Kompositionen stammen von Ray Davies. Es ist benannt nach dem Londoner Stadtteil Muswell Hill, in welchem die Davies-Brüder aufgewachsen sind und wo sie auch ihre ersten Auftritte hatten. Das Coverphoto entstand in der Archway Taverne, einer typischen englischen Kneipe, allerdings zwei Meilen entfernt vom Stadtteil Muswell Hill, das Foto auf der Innenseite der aufklappbaren LP-Hülle zeigt die Band auf einer Verkehrsinsel an der Straßenkreuzung Castle Yard und Southwood Lane im Londoner Stadtteil Highgate.
In den Liedern besingt Ray Davies den Stress und den Frust, den das moderne Großstadtleben mit sich bringt. Schon früher hat er sich oft damit beschäftigt, erstmals füllt er aber ein ganzes Album mit Liedern zu diesem Thema. Die musikalische Bandbreite reicht von Rock („20th Century Man“) und Country („Muswell Hillbilly“) über Blues („Here Come the People in Grey“) bis hin zu von Vaudeville und Varieté inspirierten Nummern („Alcohol“). Überhaupt war die Musik sehr US-amerikanisch und auf der Höhe der Zeit, lärmender Rock mit Country-Anleihen zu melancholisch angehauchten Texten, auch wenn Ray Davies sich mit Liedern wie „Oklahoma U.S.A.“ und „Muswell Hillbilly“ wieder mit explizit britischen Themen beschäftigte.
Viele Kritiker betrachten das Album als Abschluss der goldenen Kinks-Ära, welche 1966 mit dem Album Face to Face begonnen hatte.
Muswell Hillbillies war das erste Album der Band für RCA Records. Es war kein großer kommerzieller Erfolg für die Kinks (mäßig erfolgreich in den Staaten, kaum beachtet in England) und nach dem Erfolg von Lola im Vorjahr eine Enttäuschung für Ray Davies. Aus heutiger Sicht gilt es als eines der besten Alben der Kinks und teilt damit das Schicksal vieler Kinks-Veröffentlichungen von zeitgenössischer Nichtbeachtung und rückbetrachtender Wertschätzung (vergleiche hierzu The Kinks Are the Village Green Preservation Society).

## Titelliste
Seite 1
1. 20th Century Man – 5:57
2. Acute Schizophrenia Paranoia Blues – 3:32
3. Holiday – 2:40
4. Skin and Bone – 3:39
5. Alcohol – 3:35
6. Complicated Life – 4:02

Seite 2
1. Here Come the People in Grey – 3:46
2. Have a Cuppa Tea – 3:45
3. Holloway Jail – 3:29
4. Oklahoma U.S.A. – 2:38
5. Uncle Son – 2:33
6. Muswell Hillbilly – 4:58
7. Mountain Woman – 3:10